# 首都線
埃德蒙顿轻轨首都線（英語：Capital Line）是一個位於加拿大亞伯達省省會埃德蒙顿經由ETS營運的一條輕軌系統鐵路路線。路線主要呈現東北至南向的路線，其中主要服務愛德蒙頓市中心和亞伯達大學之往來。現有路線內共有十五個站點，其中六站為地下車站，且路線內七站與都會線（Metro Line）共線。路線代表色為深藍。

## 歷史
- 1978年4月22日路線初開通，當時僅服務巴福德爾站至中央站區間[2]。
- 1981年路線東北端延駛至克萊爾維尤站。
- 1983年當時西端點延駛至花冠站，並在其中增設哈德遜灣企業廣場站。
- 1989年，路線西端再次延伸至格蘭丁站（Grandin Station），後改稱為市政中心站（Government Centre Station）。
- 1992年，路線西段延伸服務至亞伯達大學境內，並在其中設立大學站；途中新建達德利·布萊爾·孟席斯橋供輕軌和行人跨越北薩斯喀徹溫河。
- 2000年初在時任市長斯蒂芬·麥達爾（Stephen Mandel）執政之下路線向南延伸，2006年睽違14年開通至大學站南端之醫學中心/禧年站；2009年延伸至麥克爾南/貝爾格拉維亞站和南校區/愛德蒙頓堡公園站；隔年2010年延伸至南門站和世紀公園站。

## 未來展望

### 東北延伸段
愛德蒙頓市長史提芬·曼德爾於2009年4月30日宣佈將斥資2億1千萬加幣把輕鐵的東北端終點站從克萊爾維尤站沿加拿大國家鐵路的走線伸延至高爾曼站，並於153大街和維多利亞徑的交界處設泊車轉乘公眾停車場。此延伸線長遠有可能會繼續向東北延伸至薩斯喀徹溫堡市。

### 南端延伸段
愛德蒙頓市長史提芬·曼德爾於2008年1月宣佈將會繼續擴建本路線：路線先沿111街向南伸延至安東尼瀚迪道，再向西延至西南127街。當局將分別於西南127街和艾勒斯利路（Ellerslie Road）的交界以及西南41大道設置車站，並於前者設置一個備有1000個停車位的泊車轉乘公眾停車場；當局並有可能於兩站之間興建一個新車廠。愛民頓市議會已於2008年7月通過世紀公園站和艾勒斯利道站之間的延線工程。
長遠而言，本線有可能會繼續向南伸延至愛德蒙頓國際機場和勒杜克市。

## 路線車站

### 現存站點
| 路線站名                                                  | 站體結構 | 轉乘路線                                 | 市內區域 | 開通時間      | 經緯度                                          |
| --------------------------------------------------------- | -------- | ---------------------------------------- | -------- | ------------- | ----------------------------------------------- |
| 克萊爾維尤站 (Clareview)                                  | 平面     |                                          | 東北     | 1981年4月26日 | 53°36′6″N 113°24′41″W / 53.60167°N 113.41139°W  |
| 巴福德爾站 (Belvedere)                                    | 平面     |                                          | 東北     | 1978年4月22日 | 53°35′18″N 113°25′58″W / 53.58833°N 113.43278°W |
| 競技場站 (Coliseum)                                       | 平面     |                                          | 東北     | 1978年4月22日 | 53°34′14″N 113°27′30″W / 53.57056°N 113.45833°W |
| 體育館站 (Stadium)                                        | 平面     |                                          | 東北     | 1978年4月22日 | 53°33′36″N 113°28′15″W / 53.56000°N 113.47083°W |
| 邱吉爾站 (Churchill)                                      | 地下     | 都會線 (Metro Line) 河谷線 (Valley Line) | 市中心   | 1978年4月22日 | 53°32′39″N 113°29′21″W / 53.54417°N 113.48917°W |
| 中央站 (Central)                                          | 地下     | 都會線                                   | 市中心   | 1978年4月22日 | 53°32′28″N 113°29′31″W / 53.54111°N 113.49194°W |
| 哈德遜灣企業廣場站 (Bay/Enterprise Square)                | 地下     | 都會線                                   | 市中心   | 1983年6月21日 | 53°32′27″N 113°29′54″W / 53.54083°N 113.49833°W |
| 科羅拿站 (Corona)                                         | 地下     | 都會線                                   | 市中心   | 1983年6月21日 | 53°32′27″N 113°30′21″W / 53.54083°N 113.50583°W |
| 省政中心站 (Government Centre)                            | 地下     | 都會線                                   | 市中心   | 1989年9月     | 53°32′10″N 113°30′37″W / 53.53611°N 113.51028°W |
| 大學站 (University)                                       | 地下     | 都會線                                   | 南       | 1992年8月23日 | 53°31′30″N 113°31′19″W / 53.52500°N 113.52194°W |
| 醫學中心/禧年站 (Health Sciences/Jubilee)                 | 平面     | 都會線                                   | 南       | 2006年1月3日  | 53°31′13″N 113°31′33″W / 53.52028°N 113.52583°W |
| 麥克爾南/貝爾格拉維亞站 (McKernan/Belgravia)              | 平面     |                                          | 南       | 2009年4月26日 | 53°30′47″N 113°31′34″W / 53.51306°N 113.52611°W |
| 南校區/愛德蒙頓堡公園站 (South Campus/Fort Edmonton Park) | 平面     |                                          | 南       | 2009年4月26日 | 53°30′10″N 113°31′43″W / 53.50278°N 113.52861°W |
| 南門站 (Southgate)                                        | 平面     |                                          | 南       | 2010年4月25日 | 53°29′8″N 113°31′0″W / 53.48556°N 113.51667°W   |
| 世紀公園站 (Century Park)                                 | 平面     |                                          | 南       | 2010年4月25日 | 53°27′27″N 113°30′59″W / 53.45750°N 113.51639°W |

### 未來站點
| 站點名稱                                       | 站體結構 | 區域 | 預計開通 | 經緯度                                          |
| ---------------------------------------------- | -------- | ---- | -------- | ----------------------------------------------- |
| 高爾曼站 (Gorman)                              | 平面     | 東北 | 尚未公布 | 53°37′7″N 113°22′41″W / 53.61861°N 113.37806°W  |
| 特溫布魯克斯站 (Twin Brooks)                   | 平面     | 南   | 尚未公布 | 53°26′24″N 113°31′6″W / 53.44000°N 113.51833°W  |
| 北遺產谷站 (Heritage Valley North)             | 高架     | 南   | 尚未公布 | 53°25′32″N 113°32′49″W / 53.42556°N 113.54694°W |
| 省轄地站 (Provincial Lands)                    | 平面     | 南   | 尚未公布 | 53°25′3″N 113°32′49″W / 53.41750°N 113.54694°W  |
| 遺產谷區域中心站 (Heritage Valley Town Centre) | 平面     | 南   | 尚未公布 | 53°24′30″N 113°32′36″W / 53.40833°N 113.54333°W |
| 迪斯羅舍斯/阿拉爾德站 (Desrochers/Allard)      | 平面     | 南   | 尚未公布 | 53°24′3″N 113°32′29″W / 53.40083°N 113.54139°W  |

| 使用下方服务在地图上显示所有坐标： OpenStreetMap                       |
| 下载坐标为： - KML - GPX（所有坐标） - GPX（主坐标） - GPX（辅助坐标） |

## 外部連結
- Edmonton Transit System （页面存档备份，存于）
- Edmonton Transit System–Future LRT
- YouTube上的Capital Line LRT Extension Fly-through - Century Park to Heritage Valley published by the City of Edmonton. Animated tour of the Capital Line extension south of Century Park.

## 資料來源
1. ↑   (PDF). Siemens.   [2 February 2011]. （原始内容 (PDF)存档于29 September 2012）. （页面存档备份，存于）
2. ↑  Hoang, Linda. . CTV News Edmonton. January 31, 2013  [June 27, 2016]. （原始内容存档于2022-12-07）. （页面存档备份，存于）
3. ↑  . Edmonton Journal. 2009-05-01  [2009-05-03]. （原始内容存档于2009-05-03）. （页面存档备份，存于）
4. ↑   (PDF). City of Edmonton. 2009-07. （原始内容 (PDF)存档于2011-06-16）. （页面存档备份，存于）
5. ↑  . Edmonton Journal. 2007-12-13. （原始内容存档于2009-07-17）. （页面存档备份，存于）